# Klautzkesee
Der Klautzkesee ist ein Waldsee zwischen Kieselwitz im Nordwesten, Möbiskruge im Osten und Treppeln im Süden. Eisenhüttenstadt ist etwa 13 Kilometer östlich die nächste große Stadt im Land Brandenburg, welche sich vom See aus erreichen lässt.

## Namensdeutung
Der Name des Sees ist in den Jahrhunderten häufig variiert worden: im Jahre 1575 am Klutzke, 1580 am Klutzk, 1693 beym Glautzke, 1700 Klauzigk See, 1758 Klautsk See, 1780 Glautßke See, 1862 Klautks-See, 1981 Klauzk, in heutigen Amtskarten Klautzkesee, jedoch auf Hinweistafeln am Wanderweg Clautzkesee. Der Ursprung findet sich wohl in dem niedersorbischen kluc = Quellsumpf, Sprudelquell, abgewandelt über klaọtsk zum heutigen Namen. Umgangssprachlich der Klautz.

## Klautzkesee
Der Klautzkesee ist das größte Gewässer einer Kette von Waldpfühlen an der Nordwestgrenze der alten Gemarkung Kobbeln im Naturschutzgebiet Klautzkesee und Waldmoore mit Kobbelke. Der See liegt deutlich über dem Niveau des Schlaubetals in einer relativ breiten Schmelzwasserabflussbahn, welche sich ihren Weg zwischen Toteisblöcken bahnte. Vom Ostende des Sees läuft eine erheblich schmalere glaziale Rinne etwa einen Kilometer weiter in Richtung Nordosten. Dort finden sich Pfühle wie Räubersheller, Stammiger Lauch und Blankes Pfuhl. Das Tal endet auf etwa 130 m ü. NN Höhe südöstlich des Hutberges bei Kieselwitz. Der See trennt nach Westen hin ein großflächiges und relativ gleichmäßig geformtes Grundmoränengebiet von einem stark verkesselten Gelände im Osten des Sees.
Er wird von einem breiten Schilfgürtel umgeben, auf welchen zum Teil ein Erlensaum folgt. In der weiteren Umgebung des Klautzkesees finden sich außer Wald auch Ackerflächen. Der flache See zeigt eine starke Verlandung, das offene Wasser ist jedoch bei Stockenten, Bleßrallen und Haubentauchern beliebt. Wasserrallen finden hier ihren Lebensraum ebenso wie Rohrweihen. Am Ufer findet sich zwischen den Wasserlinsendecken Tauchlebermoos (Ricciella fluitans). Der feuchte Lebensraum enthält Wanzen der Art Pachybrachius luridus im Torfmoos-Schwingrasen.
Im Rahmen der geltenden Bestimmungen des Naturschutzes ist es auf dem Klautzkesee in der Zeit vom 1. September bis 31. Dezember eines Jahres erlaubt, drei gekennzeichnete Ruderboote zu nutzen, welche bei der Unteren Naturschutzbehörde registriert wurden. Diese dürfen an den drei Angelstegen am Südufer stationiert werden, da nur an diesem Ufer das Angeln erlaubt ist. Der See selbst ist ein Vereinsgewässer des Anglervereins Fürstenberg Süd e.V.

## Naturschutzgebiet Klautzkesee und Waldmoore mit Kobbelke

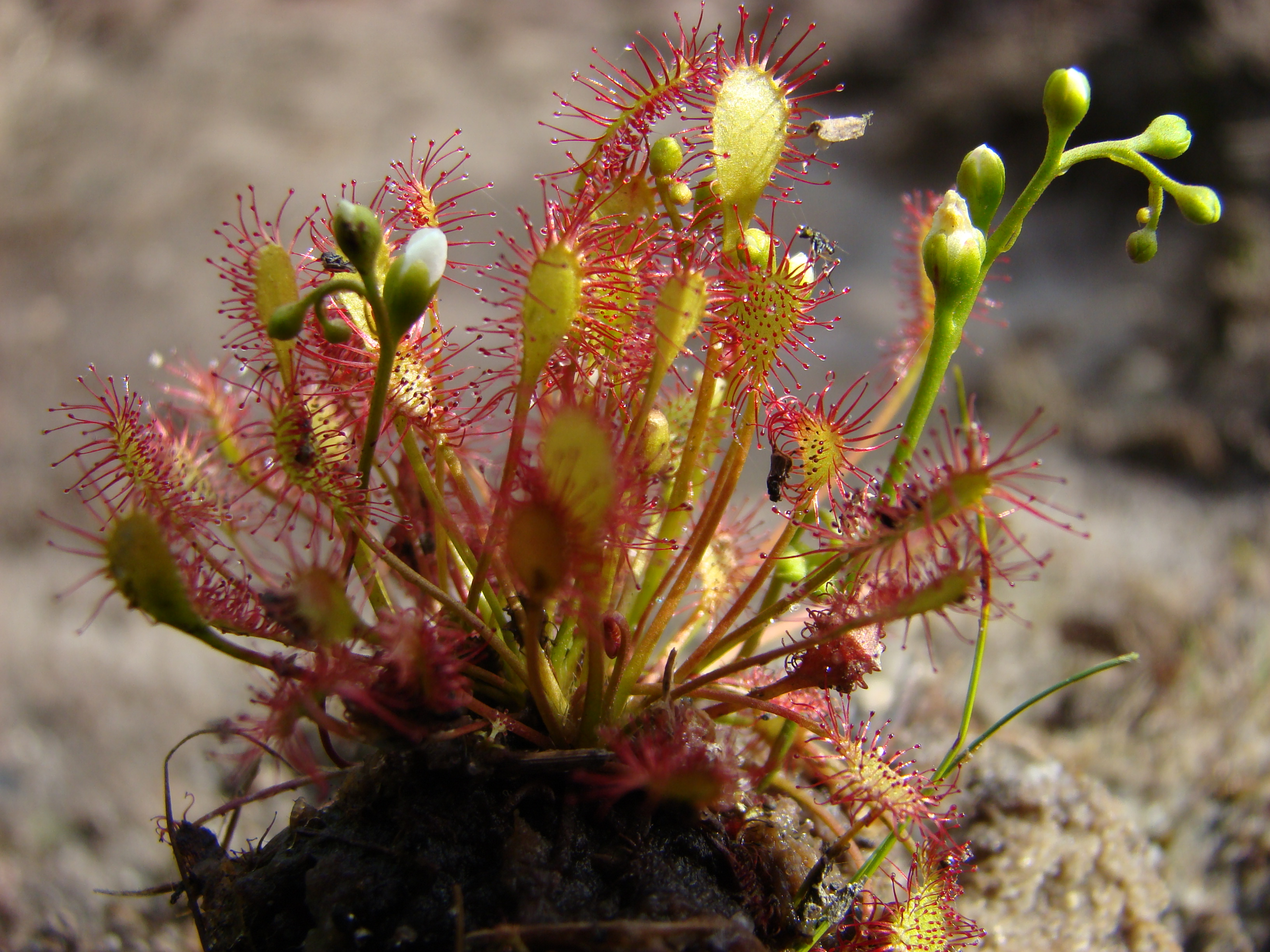
Mittlerer Sonnentau

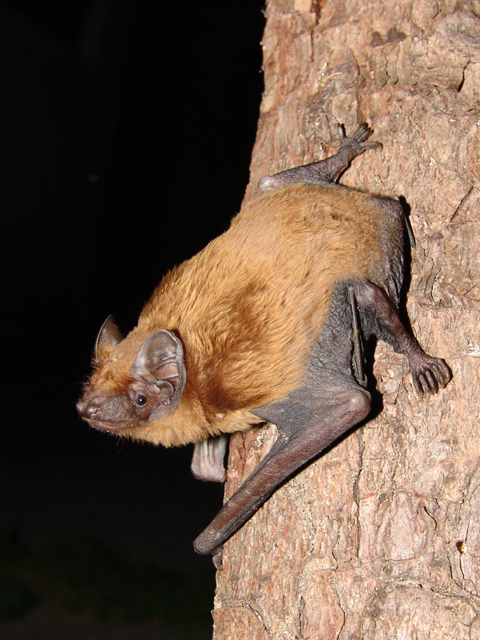
Großer Abendsegler

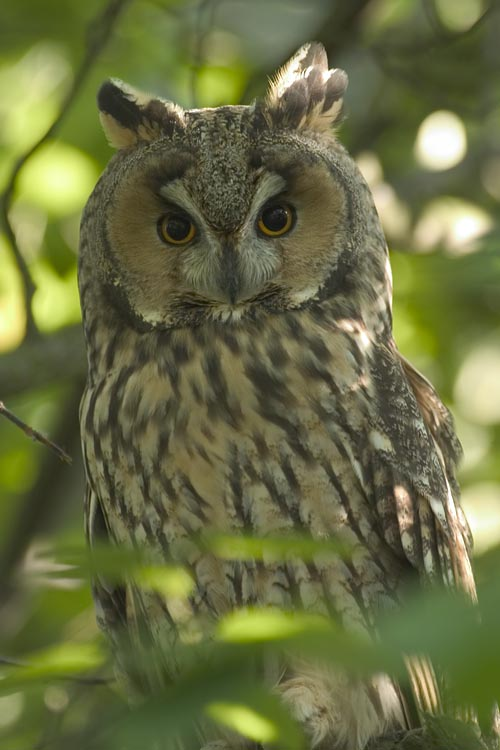
Waldohreule

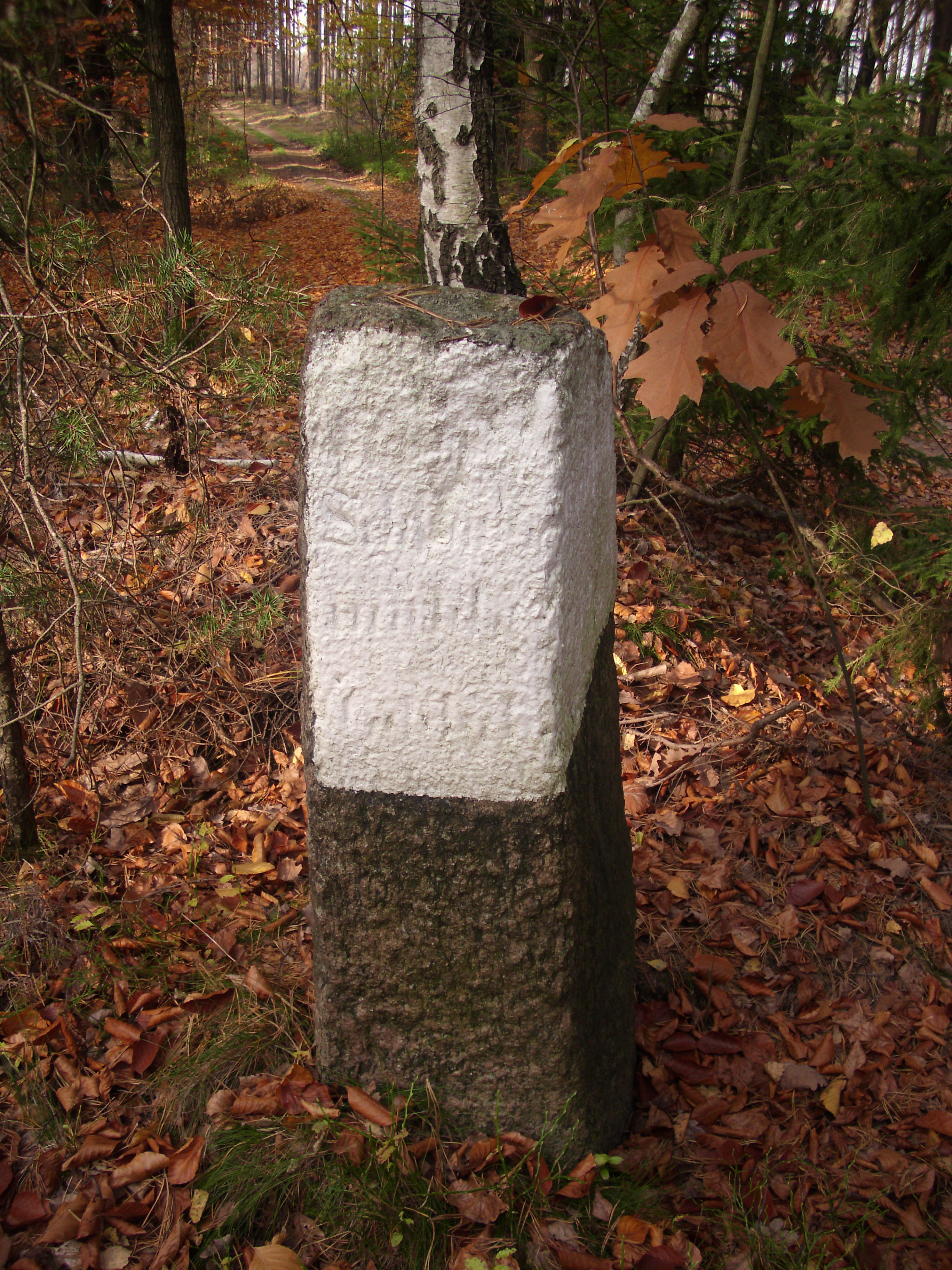
Wegestein am Mahlweg zur Schlaubemühle

Das rund 383 Hektar große Gebiet ist seit 2004 unter besonderen Schutz gestellt. Es befindet sich zu weiten Teilen auf Gemarkungen der Gemeinde Neuzelle (Möbiskruge, Kobbeln, Treppeln) und zu einem Teil auf der Gemarkung der Gemeinde Schlaubetal (Kieselwitz).
Besonderen Schutz genießen unter anderem:
- Wacholder (Juniperus communis)
- Stieleiche (Quercus robur)
- Ästige Graslilie (Anthericum ramosum)
- Sumpf-Schlangenwurz (Calla palustris)
- Mittlerer Sonnentau (Drosera intermedia)
- Keulen-Bärlapp (Lycopodium clavatum)
- Sumpfporst (Ledum palustre)
- Fieberklee (Menyanthes trifoliata)
- Kantiger Lauch (Allium angulosum)
- verschiedene Torfmoose (Sphagnum div. spec.)
- Braunes Langohr (Plecotus auritus),
- Großer Abendsegler (Nyctalus noctula)
- Baumfalke (Falco subbuteo)
- Kranich (Grus grus)
- Große Rohrdommel (Botaurus stellaris)
- Moorfrosch (Rana arvalis)
- Kleiner Schillerfalter (Apatura ilia)
- Hochmoor-Perlmuttfalter (Boloria aquilonaris)
- Nordische Moosjungfer (Leucorrhinia rubicunda)
- Torf-Mosaikjungfer (Aeshna juncea)
- Große Moosjungfer (Leucorrhinia pectoralis)

In der DDR war das Waldgebiet nicht zugänglich, da es als Staatsjagdgebiet Erich Mielke vorbehalten war, welcher hier zur Muffeljagd ging. Im Wald finden sich auch heute unzugängliche Gebiete, welche als Wildruhezone gekennzeichnet sind.
Im Naturschutzgebiet befinden sich die Hörnchenwiese:

### Hörnchenwiese
In einer Bestätigungsurkunde von Kaiser Karl IV. aus dem Jahre 1370 wird der Ort genannt: Hornichen limitibus et pertinentiis suis. Zur Regierungszeit des Meißner Markgrafen Friedrich III. gelangte das Dorf in das Eigentum des Klosters Neuzelle. Es befand sich etwa drei Kilometer nordwestlich von Möbiskruge. Man nimmt an, den Namen bekam das Dorf durch die von Westen in eine wassergefüllte Senke hineinragende Erhebung = horn für Landzunge (mittelniederdeutsch). Die Hörnchenwiesen befanden sich in dieser Senke, einem Sumpfgebiet. Das Dorf lag am Rande der Wiese, wie Funde von Keramikresten und Hüttenlehm belegen. Als der Abt Nikolaus III. († 24. August 1557 in Neuzelle) die Feldmark Hörneken 1548 verkaufte, bewirtschafteten bereits die Möbiskruger Bauern die Äcker eines wüsten Dorfes. Diese Flächen waren um 1773 noch waldfrei. Auf Grund der Separation Mitte des 19. Jahrhunderts fielen große Teile der Wüstungsflur an die Stiftsherrschaft, diese führte sie mit der Flur Treppeln zusammen und ließ sie aufforsten.
In der DDR wurden im Jahre 1968 im Jagen 185 des Staatsforstes vier Teiche auf der Wiese aufgestaut. Auf den Teichen leben Bleßrallen und Stockenten, auf den feuchten Wiesen Goldhähnchen und in der Umgebung verschiedenen Meisenarten, Singdrosseln, Buchfinken und Buntspechte. An das Dorf erinnern nur noch Flurnamen wie Hörnchen, Hörnchener Berg, Hörnchenslauch, oder Hörnchenpfuhl.

### Hutberg
Der etwa 2500 Meter östlich Kieselwitz, und damit am Rande der Naturschutzgebietes, gelegene Hutberg (162 m ü. NN) ist eine Endmoränenablagerung der Weichselkaltzeit. Einst stand hier der Hörnchensturm, ein Feuerwachturm. Zu Beginn des 19. Jahrhunderts hatten Soldaten aus Napoleons Truppen einen pyramidenförmigen 200 Fuß hohen Signalturm aus Holz errichtet, im Inneren mit einer Wendeltreppe. Besucher nutzen diesen Signalturm bis etwa 1830 als Aussichtsturm. Das Gebiet war in der DDR gesperrt, so dass sich in dem unberührten Kiefernwald verschiedene Meisen, Buchfinken, Singdrosseln, Misteldrosseln und Waldohreulen ansiedelten. Auf den Feldern und Wiesen jagt der Mäusebussard.

## Teufelsstein

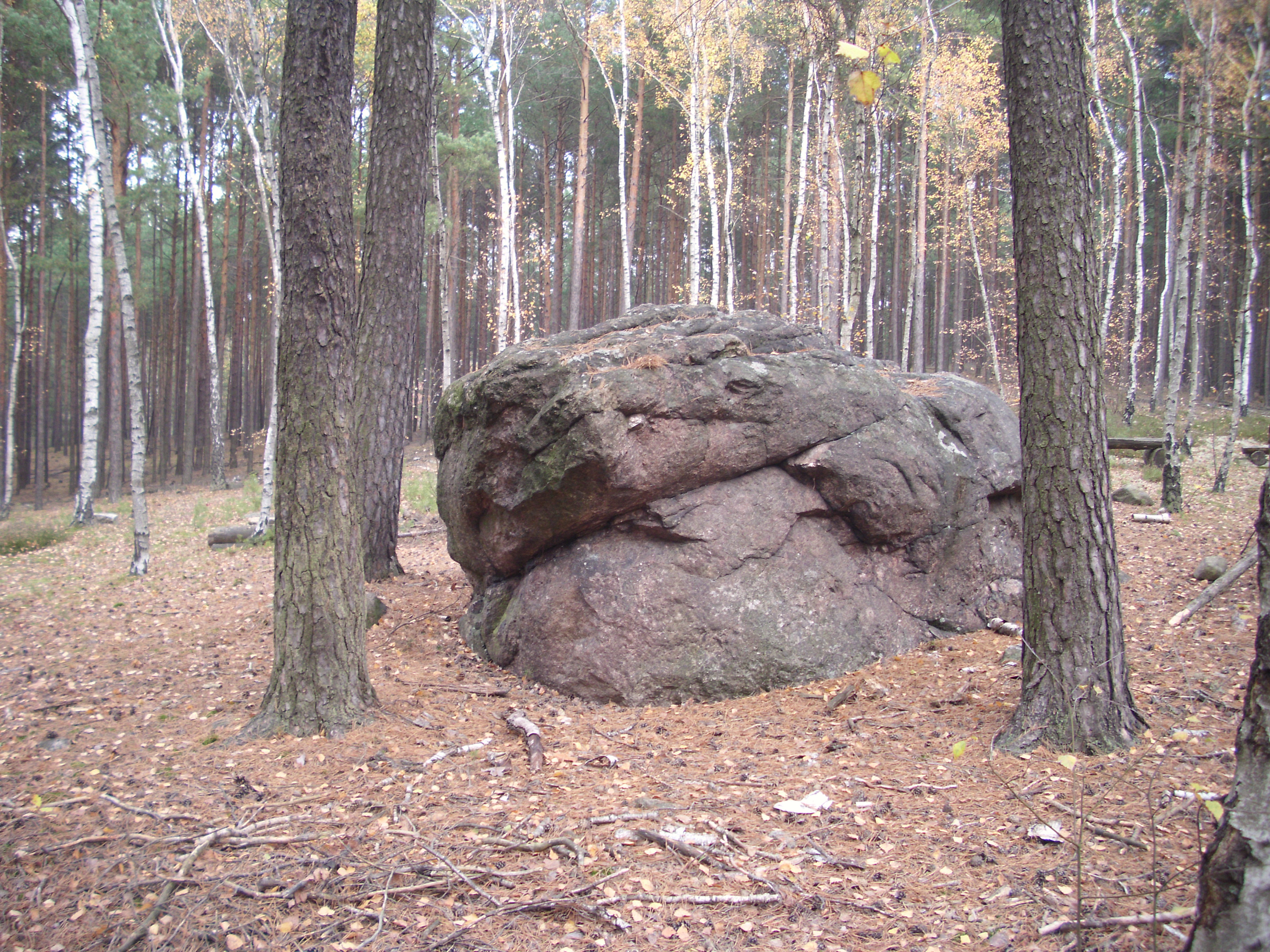
Teufelsstein

Nahe dem Wanderweg zwischen Kieselwitz und Treppeln, ausgewiesen mit rotem Querstrich auf weißem Grund, findet sich auf einer kleinen Anhöhe (etwa 135 m ü. NN) der Teufelsstein. Von Treppeln aus erreicht man ihn nach etwa 2 Kilometern auf dem ehemaligen Mahlweg der Kobbelner Bauern, welche ihr Getreide zur Schlaubemühle brachten. Nahe dem Teufelsstein verläuft auch der als Igellehrpfad ausgewiesene Wanderweg nach Kobbeln, welcher dort am Großen Stein endet.
Der Findling von 4,00 m Länge, 2,80 m Breite, 1,80 m Höhe und 10,50 m Umfang ist nach dem Großen Stein von Kobbeln der zweitgrößte Findling des ehemaligen Kreises Eisenhüttenstadt und besteht aus rötlich braunem Granit. Vor 1850 befand sich um den Stein noch Ackerfläche, diese wurde jedoch von den Kobbelner Bauern wegen des schlechten Bodens aufgegeben und aufgeforstet.
Um den Stein rankt sich die Sage von einem Bauern, welcher den Stein von seinem Acker loswerden wollte, weil er ihn bei den Feldarbeiten störte. Da der Stein sich trotz aller Anstrengungen nicht wegbringen lassen wollte, verschrieb er seine Seele dem Teufel, wenn dieser nur den Stein fortschaffen würde. Dieser trat mit einem gewaltigen Tritt den Stein aus dem Acker, so dass seine Klaue einen tiefen Abdruck hinterließ. Sodann packte er den Stein und warf ihn fünfzehn Minuten weit über den Klautzk, durch die Wucht des Aufpralls im königlichen Forst versank er zur Hälfte im Boden und die abgesplitterten Teile lagen um ihn im Wald verstreut. Seinen Handabdruck findet man noch heute am Stein.